# John A. Bradley

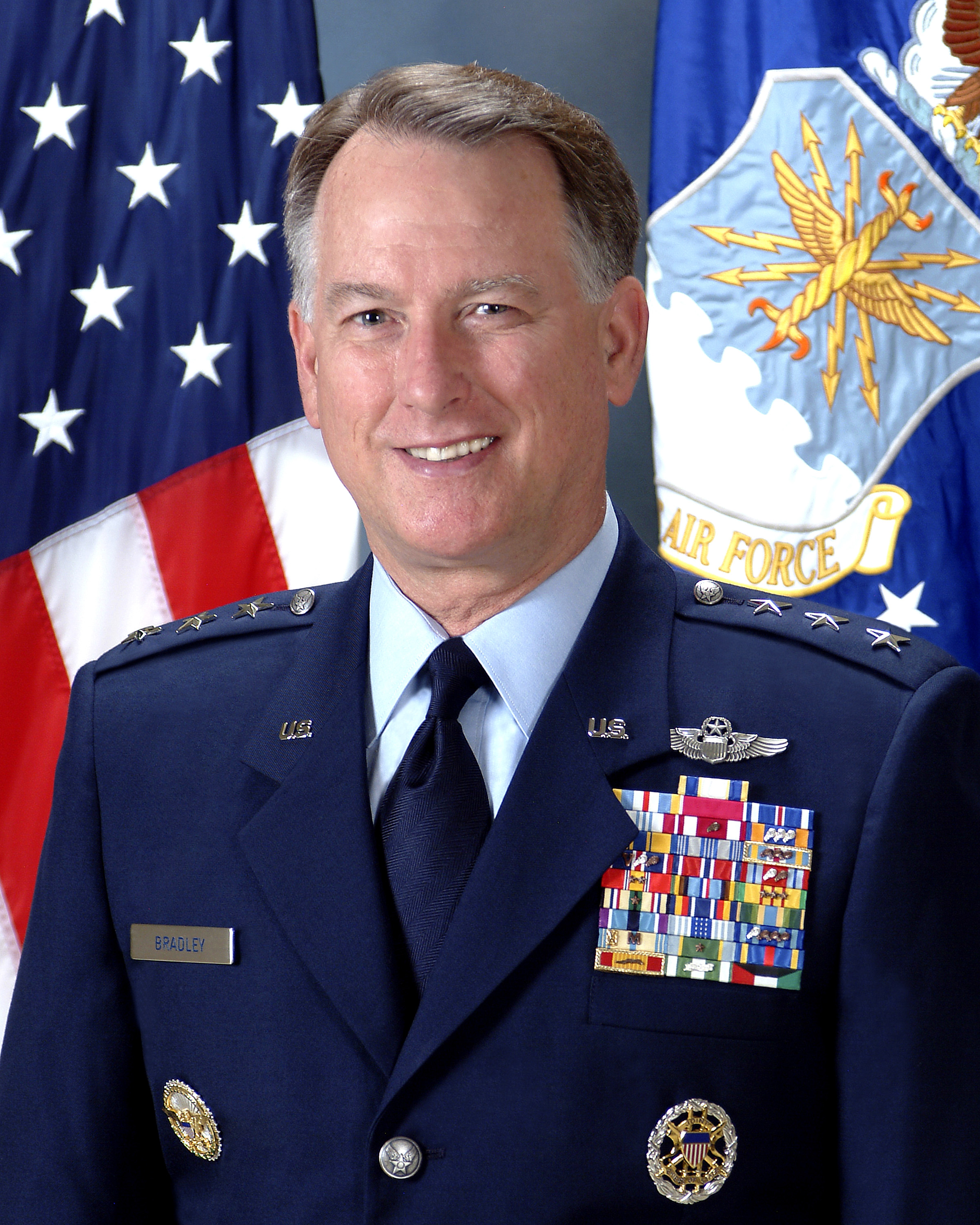
John A. Bradley

John A. Bradley (* um 1945 in Lebanon, Wilson County, Tennessee) ist ein pensionierter Generalleutnant der United States Air Force. Er war unter anderem Kommandeur der 10. Luftflotte und des Air Force Reserve Commands.
Über das ROTC-Programm der University of Tennessee gelangte er im Jahr 1967 in das Offizierskorps der United States Air Force. Dort durchlief er anschließend alle Offiziersränge vom Leutnant bis zum Drei-Sterne-General.
Im Lauf seiner militärischen Karriere absolvierte er verschiedene Kurse und Schulungen. Dazu gehörten unter anderem eine Ausbildung zum Kampfpiloten und weitere Fortbildungskurse als Pilot neuer Flugzeugtypen und der National Security Management Course, über einen Fernkurs. Außerdem erhielt er akademische Grade von der Harvard Kennedy School und der Syracuse University.
In seinen frühen Jahren als Offizier der Luftwaffe war er auf verschiedenen Stützpunkten stationiert. Dabei war er als Pilot, Flugausbilder oder Stabsoffizier bei unterschiedlichen Einheiten tätig. Dazwischen absolvierte er die erwähnten Schulungen. Zwischen Juli 1970 und August 1971 war er als Pilot der 8. Sonderschwadron (8th Special Operations Squadron) im Vietnamkrieg eingesetzt, wo er 337 Kampfeinsätze flog. Dabei war er auf der Bien Hoa Air Base in Südvietnam stationiert. In den folgenden Jahren setzte er seine Laufbahn an verschiedenen Standorten und Funktionen in den Vereinigten Staaten fort. Dabei diente er vor allem in Reserve-Einheiten.
Zwischen Juli 1985 und Dezember 1988 kommandierte er die 924th Tactical Fighter Group, die auf der Bergstrom Air Force Base in Texas stationiert war und der 10. Luftflotte unterstand. Anschließend leitete er bis zum Juli 1989 auf demselben Stützpunkt die Stabsabteilung für Operationen der 10. Luftflotte. In der Folge wurde er auf die Richards-Gebaur Air Force Base in Missouri versetzt, wo er zwischen Juli 1989 und Januar 1993 das 442. Kampfgeschwader (442nd Fighter Wing) kommandierte, das ebenfalls unter dem Kommando der 10. Luftflotte stand.
Bradleys nächster Auftrag führte ihn zum Stab des Hauptquartiers der Air Force in Washington, D.C. Zwischen Februar 1993 und Februar 1998 war er dort in der für Reserveangelegenheiten zuständigen Stabsabteilung tätig (Deputy to the Chief of Air Force Reserve). Im Februar 1998 übernahm John Bradley auf der Naval Air Station Joint Reserve Base in Fort Worth in Texas, der vormaligen Carswell Air Force Base, als Nachfolger von David R. Smith das Kommando über die 10. Luftflotte. Dieses Amt bekleidete er bis zum 4. März 2002, als er von David E. Tanzi abgelöst wurde. Nach einer zwischenzeitlich anderen Verwendung gehörte er zwischen Dezember 2002 und Juni 2004 dem Stab der Joint Chiefs of Staff an, wo er in der Abteilung für Reserveangelegenheiten beschäftigt war.
Im Juni 2004 übernahm John Bradley die Leitung der Stabsabteilung für Reserveangelegenheiten im Hauptquartier der Air Force. Gleichzeitig wurde er neuer Kommandeur des Air Force Reserve Commands, das auf der Robins Air Force Base in Georgia ansässig ist. Diese Ämter bekleidete er bis zum 24. Juni 2008. Anschließend schied er aus dem Militärdienst aus.
Während seiner aktiven Zeit als Militärpilot absolvierte er über 7000 Flugstunden auf verschiedenen Flugzeugtypen.

## Daten der Beförderungen
| Abzeichen | Rang               | Jahr               |
| --------- | ------------------ | ------------------ |
|           | Second Lieutenant  | 23. August 1967    |
|           | First Lieutenant   | 15. März 1969      |
|           | Captain            | 15. September 1970 |
|           | Major              | 7. Juni 1979       |
|           | Lieutenant Colonel | 30. September 1984 |
|           | Colonel            | 1. Juli 1988       |
|           | Brigadier General  | 12. August 1992    |
|           | Major General      | 30. Juni 1999      |
|           | Lieutenant General | 24. Juni 2004      |

## Orden und Auszeichnungen
John Bradley erhielt im Lauf seiner militärischen Laufbahn unter anderem folgende Auszeichnungen:
- Air Force Distinguished Service Medal
- Defense Superior Service Medal
- Legion of Merit
- Distinguished Flying Cross
- Defense Meritorious Service Medal
- Meritorious Service Medal
- Air Medal
- Air Force Commendation Medal
- Air Force Achievement Medal
- Joint Meritorious Unit Award
- Air Force Outstanding Unit Award
- Air Force Organizational Excellence Award
- Combat Readiness Medal
- National Defense Service Medal
- Armed Forces Expeditionary Medal
- Vietnam Service Medal
- Southwest Asia Service Medal
- Global War on Terrorism Service Medal
- Armed Forces Service Medal
- Humanitarian Service Medal
- Gallantry Cross (Südvietnam)
- Vietnam Campaign Medal (Südvietnam)
- Kuwait Liberation Medal (Kuwait)